# Саобраћај у Никарагви
Саобраћај у Никарагви је слабо развијен, иако ова држава има повољан саобраћајно-географски положај. На западу ова држава излази на Тихи океан, а на истоку на Карипско море. Никарагва копнену границу има са двема државама — Хондурасом на северу и Костариком на југу. Најзначајнија саобраћајница која пролази кроз Никарагву је Интерамерички аутопут. Никарагва је најсиромашнија земља Латинске Америке, а разлози за ово су бројни — дугогодишња диктатура породице Сомоза, револуција којом је ова породица збачена са власти, петогодишња привредна блокада од стране САД и грађански рат. Овакво друштвено-економско стање је главни узрок недовољне развијености саобраћаја у овој земљи.

## Железнички саобраћај
Прва пруга у Никарагви пуштена је у рад 10. марта 1882. године и повезивала је Коринто и Чинандегу. Ова пруга је касније проширена како би Коринто повезала са Гранадом преко Манагве. Укупна дужина ове пруге је износила 192 km и то је била најдужа пруга у Никарагви. Друге значајне пруге су биле Леон–Ел Саусе (72 km), Масаја–Диријамба (43,5 km), Сан Хорхе–Сан Хуан дел Сур (31 km) и Чинандега–Пуерто Морасан (31 km). Укупна дужина свих пруга је износила 382,5 km. Међутим, као резултат вишегодишњег опадања привредних активности и коришћења железничког саобраћаја услед бројних политичких околности, Никарагва од 1994. године нема ниједну функционалну железничку пругу. Сав железнички саобраћај је обустављен, а пруге су продате као старо гвожђе.

## Друмски саобраћај
Укупна дужина свих путева у Никарагви је 2009. године износила 19.137 km, што ставља ову средњоамеричку државу на 112. место у свету. Од тога 2.033 km чине асфалтирани путеви (11%), док неасфалтирани путеви чине остатак од 17.104 km (89%). Густина друмске мреже у Никарагви износи 17 km пута на 100 km² површине. Свега петина путева се налази у добром или просечном стању, а остатак је нижег квалитета. Стање система путева Никарагве се, као и стање остатка инфраструктуре у овој држави, погоршавало током сукоба и економске кризе 1980-их и 1990-их година. Крајем 1990-их година започета је обнова путева. 
Оно што је карактеристично за Никарагву јесте чињеница да је током кишне сезоне (од маја до новембра) проходно свега око 10.000 km путева. Ситуација је још гора када дође до временских непогода попут урагана Мич, који је Никарагву погодио 1998. године. Тада је Међународна агенција за развој Светске банке уложила 48 милиона америчких долара у обнову трасе Интерамеричког аутопута од Манагве до Сан Бенита, као и у обнову преко 3.000 km других главних и секундарних путева.
Најзначајнији међународни пут у Никарагви је Интерамерички аутопут. Ова саобраћајница повезује америчко-мексичку границу (град Нуево Ларедо) са главним градом Панаме преко Гватемале, Ел Салвадора, Хондураса, Никарагве и Костарике. Шире посматрано, овај аутопут је део Панамеричког аутопута дугог 48.000 km који, не рачунајући прекид од 80 km у пролазу Даријен (Панама и Колумбија), низом друмских саобраћајница повезује крајњи север америчке савезне државе Аљаске са крајњим југом Аргентине.

## Водени саобраћај
Никарагву карактерише асиметрични слив — реке уз тихоокеанску обалу су кратке, док су оне уз обалу Карипског мора дуже. Најзначајније реке су Коко, Рио Гранде де Матагалпа и Сан Хуан. Реке на карипској страни су у свом доњем току пловне за мање бродове. Језера Никарагву и Манагву повезује река Типитапа. Укупна дужина пловних путева у овој држави је 2.220 km, по чему Никарагва заузима 40. место у свету. Густина мреже пловних путева износи 1,68 km пловног пута на 100 km² територије. Сједињене Америчке Државе су у другој половини 19. века имале план да изградњом вештачког канала од језера Никарагва до Тихог океана направе пловни пут који би преко реке Сан Хуан (која представља отоку језера Никарагва и улива се у Карипско море) омогућио водени саобраћај између Тихог океана и Карипског мора. Међутим, одлучили су се да канал овог типа изграде у Панами, али САД по споразуму Брајан–Чаморо имају искључиво право на изградњу оваквог воденог пута преко Никарагве.
Најзначајнија лука у Никарагви је Коринто, преко које се обављају две трећине укупног поморског теретног промета ове земље. Друге значајне луке на тихоокеанској обали су Порто Сандино и Сан Хуан дел Сур, а на карипској обали су значајне Блуфилдс (друга на националном нивоу) и Ел Рама. Знатан саобраћај се обавља и на језеру Никарагва, а по свом значају се истичу три бродске линије. Прве две линије повезују градове Гранаду и Сан Хорхе на обали језера са градићима Алтаграсијас, односно Мојогалпа на туристички атрактивном острву Ометепе, које се налази на језеру Никарагва. Трећа линија повезује Алтаграсијас са Сан Карлосом, градом на југоисточној обали језера. Ова линија се наставља на реци Сан Хуан и води до Ел Кастиља. Што се тиче поморског локалног путничког саобраћаја, најзначајније су линије које Блуфилдс повезују са Лагуном де Перлас на северу и Великим Кукурузним острвом у Карипском мору. Између Великог и Малог Кукурузног острва такође постоји бродска линија. Што се тиче међународних крузера који плове кроз територијалне воде Никарагве, највећи број њих има станицу у Сан Хуану дел Сур, који представља једно од најзначајнијих туристичких места у држави. Међу великим бродовима који се усидрују у овом месту истичу се „Стар флајер“, „Квин Елизабет“, „Гранд принсес“, „Стар принсес“, „Ајланд принсес“, „Корал принсес“ и др.

## Ваздушни саобраћај
На територији Никарагве постоје 143 аеродрома. Међутим, свега 11 аеродрома (7,7%) има асфалтиране писте. Остатак од 132 аеродрома представљају аеродроми са неасфалтираним пистама. Апсолутну већину имају неасфалтирани аеродроми којима је дужина писте мања од 914 m и њих има укупно 115. Једини међународни аеродром у Никарагви се налази у Манагви и назива се „Аугусто С. Сандино“. Са овог аеродрома могући су летови до бројних дестинација ван Никарагве, али и унутар ње. Између осталог, могући су летови до Мајамија и Лос Анђелеса у САД, као и летови до престоница суседних држава — Ел Салвадора и Костарике. На овом аеродрому је 2012. године слетело 545.149, а са њега је полетело 511.670 иностраних путника. Што се тиче домаћег ваздушног саобраћаја, 2012. године је на овом аеродрому остварен укупан промет од 144.825 путника.
Остали аеродроми у Никарагви се користе за превоз путника унутар ње и три најзначајнија од њих се налазе у источном делу земље. На обали Карипског мора налазе се аеродроми у Блуфилдсу и Пуерто Кабесасу. На Великом Кукурузном острву налази се трећи значајни домаћи аеродром. Сва три ова аеродрома су уједно и војни аеродроми, а све их опслужује компанија „Ла Костења“. Као четврти аеродром истиче се онај у Сан Карлосу на југоисточној обали језера Никарагва. До њега је могућ лет из Манагве изнад поменутог језера. Оволики број аеродрома намењених домаћем авио-саобраћају објашњава се непостојањем железничке мреже и углавном лошим квалитетом друмске мреже. Међутим, евидентно је да због лоше економске ситуације већина становника Никарагве није у могућности да користи услуге авио-превоза. Бројне су стране компаније које обављају летове до главног града Никарагве, а неке од њих су „Американ ерлајнс“, „Бритиш ервејз“, „Континентал ерлајнс“, „Јунајтед ерлајнс“ и др.

## Телекомуникације
У Никарагви је 2011. године било 287.600 фиксних телефонских линија. Исте године је у функцији било 4.822.000 бројева мобилних телефона, што значи да 85% становника Никарагве поседује мобилни телефон. Захваљујући инвестицијама страних компанија, скоро сва телекомуникациона инфраструктура у Никарагви је дигитална. Међународни позивни број за Никарагву је +505.
Телевизијске станице у Никарагви се налазе у приватном власништву. Кабловска телевизија је доступна у највећем броју градских области. Године 2005. у Никарагви су на сваких 1.000 становника долазила 72 телевизора. У државном власништву се налази једино радио „Никарагва“. Остатак од преко 100 радијских станица се налази у приватном власништву. Међународни интернет домен Никарагве је .ni. Укупан број интернет прикључака је 296.068, а укупан број корисника интернета је мањи и износи 199.800. Ово значи да 3,5% становника Никарагве користи интернет.